# Soroll tèrmic
En telecomunicacions i altres sistemes electrònics, es denomina soroll tèrmic o soroll de Johnson-Nyquist al soroll produït per l'agitació dels portadors de càrrega (normalment electrons) dintre d'un conductor elèctric a temperatures superiors a 0 K o zero absolut (–273.15 °C). Segons el Tercer Principi de la termodinàmica, no és possible extreure tota l'energia d'un sistema físic i per tant, el soroll tèrmic és inevitable; a més, és independent de l'aplicació de qualsevol voltatge.
Es tracta d'un soroll blanc, és a dir, uniformement distribuït en l'espectre de freqüències. L'amplitud del seu senyal té una funció densitat de probabilitat molt propera a la Gaussiana.
Aquest soroll va ser mesurat per primera vegada per John B. Johnson als laboratoris Bell l'any 1928. Harry Nyquist donà l'explicació per aquest fenomen.
La densitat de potència de soroll, expressada en W/Hz, ve donada per:
{\displaystyle n_{0}=k\cdot T}
on:
- k = Constant de Boltzmann
- T = Temperatura en kèlvins

En comunicacions, és freqüent expressar les potències en escala logarítmica amb relació a 1 mW (dBm), assumint una impedància de 50 Ω. Amb aquestes convencions, la potència de soroll tèrmic total en una amplada de banda {\displaystyle BW} i a temperatura estàndard (25 °C) es calcula:
{\displaystyle P_{\mathrm {dBm} }=-174+10\ \log(BW)}
on {\displaystyle P} s'expressa en dBm i {\displaystyle BW} en Hz.